# Adam Szengut
Adam Szengut (Adam Schöngut, Adam Dobrzański; ur. 28 maja 1907 w Krakowie, zm. 13 lutego 1974 w Warszawie) – polski aktor teatralny  pochodzenia żydowskiego, aktor Teatru Żydowskiego w Warszawie.
Zaczął występować w 1927. Do wybuchu wojny grał w zespołach objazdowych. Następnie pracował w kopalni węgla w Donbasie. W latach 1942–46 był aktorem teatru w Taszkencie. Po powrocie do Polski występował w teatrach amatorskich i objazdowych. W sezonie 1958-59 był w Teatrze Muzycznym w Warszawie. Od 1960 do końca życia w Teatrze Żydowskim w Warszawie grał drobne role.

## Kariera
Teatr Żydowski w Warszawie
- 1974: Dybuk
- 1972: Było niegdyś miasteczko
- 1972: Wielka wygrana
- 1969: Skarb cesarza
- 1967: Dzień i noc
- 1966: Swaty
- 1965: Urodziłem się w Odessie
- 1965: Pusta karczma
- 1963: Bezdomni
- 1963: Serkełe
- 1962: Bar-Kochba
- 1961: Samotny statek